# 요즘 육아 금쪽같은 내새끼
《요즘 육아 금쪽같은 내새끼》는 채널A에서 매주 금요일 밤 8시 10분에 방송되는 시사교양 프로그램이다.

## 기획 의도
베테랑 육아 전문가들이 모여 부모에게 요즘 육아 트렌드가 반영되는 예능 프로그램이다.

## 방송 시간
| 방송 채널 | 방송 기간                         | 방송 시간                          |
| --------- | --------------------------------- | ---------------------------------- |
| 채널A     | 2020년 5월 29일 ~ 2020년 6월 26일 | 매주 금요일 밤 8시 40분 ~ 9시 50분 |
| 채널A     | 2020년 7월 3일 ~ 2020년 10월 2일  | 매주 금요일 밤 8시 30분 ~ 10시     |
| 채널A     | 2020년 10월 9일 ~ 현재            | 매주 금요일 밤 8시 ~ 9시 30분      |

## 진행자

### 현재 출연진
- 오은영 - 정신건강의학과 의사, 교수
- 신애라
- 정형돈
- 장영란
- 홍현희

### 과거 출연진
- 박재연 - 대화 훈련가, 소장(초반에만 출연하였으며, 현재 출연을 하지 못하고 있다.)

## 에피소드 목록

### 2020년
| 회차   | 방송 일자 | 부제 (서브 타이틀)                    | 비고 |
| ------ | --------- | ------------------------------------- | --- |
| 1회    | 5월 29일  | 두 얼굴의 아이                        | |
| 2회    | 6월 5일   | 어린이집에 갈 수 없는 아이            | |
| 3회    | 6월 12일  | 트롯 여신 하유비와 고기를 거부하는 딸 | 가정의학과 푸드테라피전문가 이기호 교수 출연 |
| 4회    | 6월 19일  | 엄마가 된 10살 큰딸                   | |
| 5회    | 6월 26일  | 24시간 배고픈 쌍둥이                  | |
| 6회    | 7월 3일   | 선택적 함구증을 가진 아이             | |
| 7회    | 7월 10일  | 스마트폰에 빠진 내 손주               | 처음으로 모녀 지간 출연 |
| 8회    | 7월 17일  | 프랑스 엄마의 미운 네 살 훈육법       | 처음으로 글로벌 부부 출연 |
| 9회    | 7월 24일  | 배꼽에 집착하는 아들                  | |
| 10회   | 7월 31일  | 화장실을 갈 수 없는 아이              | |
| 11회   | 8월 7일   | 기억을 못하는 딸                      | 금쪽이 키즈모델로 활동 중 |
| 12회   | 8월 14일  | 7남매 큰 아들은 사춘기                | 다둥이 |
| 스페셜 | 8월 28일  | 오은영의 심화학습                     | |
| 13회   | 9월 4일   | 오빠를 잃고 슬픔 속에 사는 아이       | 처음으로 이혼, 사별 가족 등장 금쪽이 오빠는 생후 10개월 때 카와사키병을 앓다가 합병증인 급성심장마비로 인해 사망 (친구들과 밖에서 야구하면서 놀다가 발생) |
| 14회   | 9월 11일  | 동생을 위협하는 언니                  | |
| 15회   | 9월 18일  | 초등 ADHD로 고통받는 아이             | |
| 16회   | 9월 25일  | 충격 후 화를 못참는 아이              | |
| 17회   | 10월 2일  | 농구스타 전태풍의 삼남매 전투 육아    | 건전한 회차라는 평가를 받음 |
| 18회   | 10월 9일  | 개가 무서워 집 밖을 나갈 수 없는 아이 | |
| 19회   | 10월 16일 | 24시간 산만한 아들                    | |
| 20회   | 10월 23일 | 욱하는 엄마와 참고 사는 아들          | 처음으로 재혼가정 출연 |
| 21회   | 10월 30일 | 엉덩이가 아파 앉을 수 없는 딸         | |
| 22회   | 11월 6일  | 원수가 된 딸 쌍둥이                   | |
| 23회   | 11월 13일 | 엄마를 무시하는 아들                  | 처음으로 싱글맘 등장 |
| 24회   | 11월 20일 | 엄마의 복직 후 식음전폐한 아이        | |
| 25회   | 11월 27일 | 삿대질하며 훈계하는 다섯살 딸         | |
| 26회   | 12월 4일  | 여동생 때리는 폭력적인 오빠           | |
| 27회   | 12월 11일 | 미녀 개그우먼 허민과 악쓰는 공주      | 격투기 선수 출신 김동현 특별 출연 |
| 28회   | 12월 18일 | 쓰레기를 선물하는 아들                | 정형돈은 공황장애로 인해 출연 불참 |
| 29회   | 12월 25일 | 소리가 공포스러운 아들                | |

### 2021년
| 회차 | 방송 일자 | 부제 (서브 타이틀)                          | 비고 |
| ---- | --------- | ------------------------------------------- | --- |
| 30회 | 1월 1일   | 이혼 후, 대화를 거부하는 남매               | 김용만 특별 출연 |
| 31회 | 1월 8일   | 욕쟁이 막내 아들                            | 알베르토 몬디 특별 출연 금쪽 가족인 아빠가 직업 군인이라 출연 불참                                                                               |
| 32회 | 1월 15일  | 자해하는 8살 아들                           | 홍현희 불참, 정형돈 복귀 |
| 33회 | 1월 22일  | 소변을 참을 수 없는 아들                    | |
| 34회 | 1월 29일  | 엄마 앞에서 말문이 막힌 딸                  | 금쪽 가족인 아빠가 베트남 사업으로 인해 출연 불참                                                                                                |
| 35회 | 2월 5일   | 엄마를 무시하는 사춘기 아들                 | |
| 36회 | 2월 12일  | 6남매의 벌칙왕 울보 아들                    | |
| 37회 | 2월 19일  | 입양을 고민 중인 엄마와 아들                | 처음으로 아빠와 사별한 에피소드 (아빠는 백혈병으로 인해 사망과 함께 엄마는 이혼) 처음으로 고모할머니 출연(고모할아버지는 슬로바키아에서 사업 중) |
| 38회 | 2월 26일  | 이혼 후, 엄마를 찾는 7살 딸                 | 처음으로 싱글대디 출연 |
| 39회 | 3월 5일   | 예비 초1 입학 대작전                        | 여현수, 정혜미 부부 출연 |
| 40회 | 3월 12일  | 엄마에게 막말하는 아들                      | |
| 41회 | 3월 19일  | 엄마를 미치게 하는 생떼쟁이 아들            | |
| 42회 | 3월 26일  | 동생을 망치는 형                            | |
| 43회 | 4월 2일   | 산골 연년생 삼남매                          | |
| 44회 | 4월 9일   | 집나가는 고집불통 초3 딸                    | |
| 45회 | 4월 16일  | 잔소리꾼 아빠와 글로벌 육아                 | 세번째 글로벌 부부 출연 |
| 46회 | 4월 23일  | 브레이크 없는 위험한 3남매                  | |
| 47회 | 4월 30일  | 24시간 물고 뜯는 연년생 남매                | |
| 48회 | 5월 7일   | 엄마를 위협하는 10살 아들                   | 15세 이상 시청가 등급 분류 |
| 49회 | 5월 14일  | 엄마를 위협하는 10살 아들                   | 15세 이상 시청가 등급 분류 |
| 50회 | 5월 21일  | 모유를 끊지 못하는 6살 딸                   | 네번째 글로벌 부부 출연 |
| 51회 | 5월 28일  | 엄마는 모르는 자매의 난                     | |
| 52회 | 6월 4일   | 수시로 만지는 딸                            | |
| 53회 | 6월 11일  | 학교에서 입을 닫은 아들                     | |
| 54회 | 6월 18일  | 팬티를 입을 수 없는 울보 딸                 | |
| 55회 | 6월 25일  | 위기의 부부와 가슴 아픈 딸                  | |
| 56회 | 7월 2일   | 어린 부부와 야경증을 앓는 4살 아들          | |
| 57회 | 7월 9일   | 캐나다 엄마와 영어를 거부하는 3남매         | 다섯번째 글로벌 부부 출연 |
| 58회 | 7월 16일  | 게임 해킹 사건에 휘말린 초4 아들            | 금쪽이 아빠는 선장으로 일하셔서 출연 불가 |
| 59회 | 7월 23일  | 오박사님, 우리 딸이 자폐인가요?             | 두번째 아빠와 사별한 가족이며, 2년 전 갑작스런 위암 투병 1달 끝 세상을 떠남                                                                      |
| 60회 | 7월 30일  | 외상후 스트레스로 고통받는 딸               | 금쪽이 아빠는 사업으로 불참 |
| 61회 | 8월 6일   | 극단적 이상행동을 하는 초3 딸               | 장영란은 코로나19로 인해 불참하여 61회에는 별이 대신 출연 62회에 장영란 복귀                                                                     |
| 62회 | 8월 13일  | 극단적 이상행동을 하는 초3 딸               | 장영란은 코로나19로 인해 불참하여 61회에는 별이 대신 출연 62회에 장영란 복귀                                                                     |
| 63회 | 8월 20일  | 아빠가 무서워 발톱을 물어뜯는 딸            | |
| 64회 | 8월 27일  | 토할 때까지 먹는 예비 초1 아들              | |
| 65회 | 9월 3일   | 거짓말을 밥 먹듯이 하는 딸                  | |
| 66회 | 9월 10일  | 친엄마를 새엄마라고 부르는 딸               | |
| 67회 | 9월 17일  | 친구가 두려운 예비 초1 아들                 | |
| 68회 | 10월 8일  | 대화 거부! 싫어병에 걸린 사춘기 딸          | |
| 69회 | 10월 15일 | 5년째 반항 큰아들, 자해행동 둘째            | |
| 70회 | 10월 22일 | 5년째 반항 큰아들, 자해행동 둘째            | |
| 71회 | 10월 29일 | 5년째 구토를 멈추지 못하는 22kg의 초5 딸    | 금쪽 가족, 대국민 토크쇼 안녕하세요 출연 경험 있음                                                                                               |
| 72회 | 11월 5일  | 귀신이 두려워 이상 행동을 보이는 막내       | |
| 73회 | 11월 12일 | 엄마와 친구에게 과도하게 집착하는 초1 딸    | |
| 74회 | 11월 19일 | 3년째 엄마를 거부하는 딸                    | |
| 75회 | 11월 26일 | 알 수 없는 통증에 고통받는 11세 딸          | |
| 76회 | 12월 3일  | 가정폭력으로 고통받는 엄마와 딸             | |
| 77회 | 12월 10일 | 살기 싫다 말하는 중1 아들                   | |
| 78회 | 12월 17일 | 아빠 앞에 서면 숨이 턱 막히는 초5 아들      | |
| 79회 | 12월 24일 | 이유없이 머리카락을 마구 뽑아대는 10세 아들 | |
| 80회 | 12월 31일 | 게임에 빠져 폭력적인 쌍둥이형제             | 금쪽이 아빠는 사업 상으로 인해 불참 |

### 2022년
| 회차  | 방송 일자 | 부제 (서브 타이틀)                                  | 비고 |
| ----- | --------- | --------------------------------------------------- | --- |
| 81회  | 1월 7일   | 일상생활 불가! 차원이 다른 ADHD 아들                | |
| 82회  | 1월 14일  | 10년째 사고치는 위험한 아들                         | 금쪽이 아빠는 직업군인으로 일하시는 관계로 불참 |
| 83회  | 1월 21일  | 10년째 사고치는 위험한 아들                         | |
| 84회  | 1월 28일  | 5년째 잠 못 드는 엄마와 까칠한 3남매                | |
| 85회  | 2월 4일   | 막말하며 아기가 돼버린 13세 딸                      | 두번째 재혼가정, 처음으로 금쪽이 엄마가 임신한 상태로 출연 |
| 86회  | 2월 11일  | 싱글 맘 이지현과 통제 불가 ADHD 아들 (1부)          | |
| 87회  | 2월 25일  | 싱글 대디와 입을 닫은 14세 딸                       | |
| 88회  | 3월 4일   | <신학기 특집> 홈스쿨링 두 가족                      | |
| 89회  | 3월 11일  | 엄마가 된 큰딸과 6남매                              | 처음으로 모녀(금쪽이 엄마와 첫째 금쪽이) 출연 |
| 90회  | 3월 18일  | 싱글 맘 이지현과 통제 불가 ADHD 아들 (2부)          | |
| 91회  | 3월 25일  | 싱글 맘 이지현과 통제 불가 ADHD 아들 (3부)          | |
| 92회  | 4월 1일   | 강압적인 아빠와 숨 막히는 3남매                     | 현진우, 온수정 부부 출연(온수정은 아들 출산) |
| 93회  | 4월 8일   | 온라인에 갇혀 사는 엄마와 딸                        | 금쪽이 아빠는 6년 전 사고사 |
| 94회  | 4월 15일  | 화가 나면 스스로를 때리는 5세 딸                    | 처음으로 부부가 금쪽이인 케이스 |
| 95회  | 4월 22일  | 친구가 두려운 아이들 특집                           | |
| 96회  | 4월 29일  | 친구가 두려운 아이들 특집                           | |
| 97회  | 5월 6일   | 엄마를 감시하고 집착하는 12세 아들                  | 금쪽이 아빠는 사업상으로 불참 |
| 98회  | 5월 13일  | 두려움에 숨어 사는 쌍둥이                           | |
| 99회  | 5월 20일  | 교사 엄마를 함부로 대하는 3남매                     | |
| 100회 | 5월 27일  | 오은영 X 이지현 <금쪽 가족 성장 프로젝트> (4부)     | |
| 101회 | 6월 3일   | 거짓말을 밥 먹듯 하는 12세 아들                     | |
| 102회 | 6월 10일  | 원인불명으로 9년째 구토하는 아들                    | |
| 103회 | 6월 17일  | 엄마 없이는 아무것도 할 수 없는 중1 딸              | |
| 104회 | 7월 1일   | 학교에서 연락 오는 골목대장 초2 아들                | |
| 105회 | 7월 8일   | 강제 전학 위기에 처한 초1 아들                      | |
| 106회 | 7월 15일  | 강제 전학 위기에 처한 초1 아들                      | 엄마는 사업상으로 불참 |
| 107회 | 7월 22일  | 벼랑 끝 부부와 위기의 두 딸                         | |
| 108회 | 7월 29일  | 뇌전증으로 기름을 먹어야 사는 아들                  | |
| 109회 | 8월 5일   | 아이가 된 13살 쌍둥이 언니                          | 아빠는 사업상으로 불참 |
| 110회 | 8월 12일  | 3남매 엄마와 할머니는 전쟁 중?                      | 세번째 모녀 가정 등장 |
| 111회 | 8월 19일  | 이혼 후 마음을 닫은 쌍둥이 자매                     | 싱어송라이터 임수연 출연 |
| 112회 | 8월 26일  | 새아빠와 엄마가 떠날까 두려운 딸                    | 세번째 재혼가정 |
| 113회 | 9월 2일   | 24세 어린 부부와 미운 4세 딸                        | 최초로 최연소 99년생 부부 출연 고딩엄빠 출연자들처럼 비슷하게 출연 |
| 114회 | 9월 16일  | 울음을 멈출수 없는 7세 딸                           | |
| 115회 | 9월 23일  | 이혼 도장 찍은 부부와 불안한 남매                   | |
| 116회 | 9월 30일  | 위기의 부부와 스마트폰에 빠진 4남매                 | |
| 117회 | 10월 7일  | 5남매 독박 육아로 말라가는 엄마                     | |
| 118회 | 10월 14일 | 모유를 먹어야 사는 6살 딸 (1부)                     | |
| 119회 | 10월 21일 | 모유를 먹어야 사는 6살 딸 (2부)                     | 아빠는 사업상으로 불참 |
| 120회 | 10월 28일 | 욕쟁이 아들과 매일 학교 소환당하는 엄마             | 최초로 교감선생님 출연 |
| 121회 | 11월 4일  | 처벌 주의! 서열을 지켜야 사는 6남매                 | |
| 122회 | 11월 11일 | 대변을 서서 보는 아들                               | |
| 123회 | 11월 18일 | 엄마를 잃은 4남매와 싱글 대디                       | 처음으로 엄마와 사별한 가정 출연 금쪽이 4남매 엄마는 6년 전 췌장암 투병 끝 세상을 떠남. 때문에 가족을 응원하거나 슬펐다는 반응이 많음. |
| 124회 | 11월 25일 | 길바닥에 드러누워 떼쓰는 언어 천재 4세 아들         | |
| 125회 | 12월 2일  | 원인 불명의 호흡 곤란으로 4년째 고통받는 아들 (1부) | |
| 126회 | 12월 9일  | 원인 불명의 호흡 곤란으로 4년째 고통받는 아들 (2부) | 정형돈이 카타르 월드컵 참여로 불참하여 농구선수 현주엽이 대신 127회 까지 출연 |
| 127회 | 12월 16일 | 아빠를 잃고 불안감에 잠 못이루는 남매               | 금쪽이 아빠는 6년 전 여름휴가로 아주 어린 금쪽이 동생(당시 8개월)을 외가에 맡기고 밥 먹으러 세 식구와 식당에서 다 먹고 일어서려던 찰나에 쓰러져 병원으로 옮겼으나 세상을 떠남 (금쪽이 엄마는 금쪽이에게 아빠가 지주막하출혈로 인해 세상을 떠났음을 알려줌) |
| 128회 | 12월 30일 | 한 달 전, 갑자기 말더듬을 시작한 6세 딸             | 정형돈 복귀 |

### 2023년
| 회차  | 방송 일자 | 부제 (서브 타이틀)                                     | 비고 |
| ----- | --------- | ------------------------------------------------------ | --- |
| 129회 | 1월 6일   | 갑자기 거식 증세를 보이며 18kg가 된 10세 딸 (1부)      | 금쪽 처방 불가 오박사, 금쪽 가족에게 금쪽이 입원 치료 권유                                                                                          |
| 130회 | 1월 13일  | 영재반 우등생에서 은둔생활을 시작한 중2 아들 (1부)     | 두번째 엄마와 사별한 가정 출연 금쪽이 엄마, 작년 4월에 공원 갔다가 귀가중 음주운전 차량에 치여 즉사 (차 안에 모녀를 포함하여 7명이 탑승하여 있었음) |
| 131회 | 1월 27일  | 영재반 우등생에서 은둔생활을 시작한 중2 아들 (2부)     | |
| 132회 | 2월 3일   | 충동 조절이 어려워 급발진하는 초6 아들                 | |
| 133회 | 2월 10일  | 24시간 소변을 흘려 젖은 바지를 입고 사는 딸            | |
| 134회 | 2월 17일  | 문제를 틀리면 이상한 동작과 소리를 내는 초6 아들 (1부) | |
| 135회 | 2월 24일  | 문제를 틀리면 이상한 동작과 소리를 내는 초6 아들 (2부) | |
| 136회 | 3월 3일   | 갑자기 거식 증세를 보이며 18kg가 된 11세 딸 (2부)      | |
| 137회 | 3월 10일  | 밥은 뱉어내고 날고기만 삼키며 사는 10세 아들           | |
| 138회 | 3월 17일  | 결혼 지옥에 사는 부부와 통제 불가 3남매                | |
| 139회 | 3월 24일  | 일상생활 불가! 겁에 질려 귀를 막고 사는 초2 딸         | |
| 140회 | 3월 31일  | 한 평 남짓 공간에 갇혀 뒤엉켜 사는 오 형제             | |
| 141회 | 4월 7일   | 게임이 멈추면 벽에 머리를 박는 늦둥이 아들             | |
| 142회 | 4월 14일  | 가출을 밥 먹듯이 하는 위기의 초6 딸                    | |
| 143회 | 4월 21일  | 유치원 8번 강제 퇴소! 위기의 초1 아들                  | |
| 144회 | 4월 28일  | 누워야 사는 엄마와 죽음을 말하는 초4 딸                | |
| 145회 | 5월 5일   | 유치원에 가지 못하는 영어 천재 6세 아들                | |
| 146회 | 5월 12일  | 24시간 마스크를 쓰고 사는 초4 아들                     | |
| 147회 | 5월 19일  | 분노를 참지 못해 속눈썹을 뜯어먹는 중1 아들 (1부)      | |
| 148회 | 5월 26일  | 분노를 참지 못해 속눈썹을 뜯어먹는 중1 아들 (2부)      | |
| 149회 | 6월 2일   | 손가락을 빨아야 사는 4남매                             | |
| 150회 | 6월 9일   | 유급 위기! 등교를 거부하며 침묵시위 중인 초3 아들      | |
| 151회 | 6월 16일  | 아기로 살아가는 난독증 초4 딸                          | |
| 152회 | 6월 23일  | 분노를 참지 못해 속눈썹을 뜯어먹는 중1 아들 (3부)      | |
| 153회 | 6월 30일  | 상처투성이로 살아가는 연년생 형제                      | |
| 154회 | 7월 7일   | 이혼 후, 어른에게 적대적으로 반항하는 초4 아들         | |
| 155회 | 7월 14일  | 초2 아들의 위험천만한 학교생활 (1부)                   | |
| 156회 | 7월 21일  | 초2 아들의 위험천만한 학교생활 (2부)                   | |
| 157회 | 7월 28일  | 알 수 없는 공포증으로 등교를 거부 중인 초5 아들        | |
| 158회 | 8월 4일   | 가족에게 버림받았다는 초6 아들                         | |
| 159회 | 8월 18일  | 학교에선 폭군! 아빠에겐 집착하는 초6 아들              | |
| 160회 | 8월 25일  | 에너지 폭발 5세 아들 때문에 눈물로 사는 엄마           | |
| 161회 | 9월 1일   | 오 박사님, 초2 아들 느린 건가요? 아픈 건가요?          | |
| 162회 | 9월 8일   | 엄마만 보면 슬퍼지는 5세 아들                          | |
| 163회 | 9월 15일  | 휴대폰 중독으로 위기에 빠진 초6 아들                   | |
| 164회 | 9월 22일  | 시선이 두려워 얼굴을 찌푸리며 사는 초3 아들            | |
| 165회 | 10월 6일  | 학대 피해일까? '잘못했어요'를 반복하는 6세 아들        | |
| 166회 | 10월 13일 | 너무 다른 4세 딸 쌍둥이와 육아 갈등 중인 부부          | |
| 167회 | 10월 20일 | 홀로 방치되어 기계어로 말하는 6세 아들                 | |
| 168회 | 10월 27일 | 엄마 허락 없이는 살 수 없는 초3 딸                     | |
| 169회 | 11월 10일 | 한 지붕 세 육아로 혼란스러운 4세 아들                  | |
| 170회 | 11월 17일 | 감당 불가! 가족마저 두 손 든 생떼쟁이 3세 아들 (1부)   | |
| 171회 | 11월 24일 | 감당 불가! 가족마저 두 손 든 생떼쟁이 3세 아들 (2부)   | |
| 172회 | 12월 15일 | 엄마를 함부로 대하는 5세 아들과 남편                   | |
| 173회 | 12월 22일 | 집에서 물고 뜯는 형제와 집 밖이 불안한 엄마            | |
| 174회 | 12월 29일 | 외할머니와 24시간 전쟁 중인 사춘기 딸 (1부)            | |

### 2024년
| 회차  | 방송 일자 | 부제 (서브 타이틀)                                   | 비고 |
| ----- | --------- | ---------------------------------------------------- | ---- |
| 175회 | 1월 12일  | 외할머니와 24시간 전쟁 중인 사춘기 딸 (2부)          |      |
| 176회 | 1월 19일  | 고집불통 떼쟁이 4세 쌍둥이 딸과 번아웃 엄마          |      |
| 177회 | 1월 26일  | 엄마 껌딱지 3남매와 항상 뒷전인 첫째                 |      |
| 178회 | 2월 2일   | 외출과 대화 거부! 은둔에 들어간 초4 아들 (1부)       |      |
| 179회 | 2월 9일   | 외출과 대화 거부! 은둔에 들어간 초4 아들 (2부)       |      |
| 180회 | 2월 16일  | 독재자 아빠와 숨이 턱 막히는 12남매                  |      |
| 181회 | 2월 23일  | 눈뜨면 무섭다 말하고 음식을 삼킬 수 없는 4세 아들    |      |
| 182회 | 3월 8일   | 갑자기 환청과 망상이 시작된 모범생 아들 (1부)        |      |
| 183회 | 3월 15일  | 갑자기 환청과 망상이 시작된 모범생 아들 (2부)        |      |
| 184회 | 3월 22일  | 할머니에게만 폭력적인 두 얼굴의 초3 아들             |      |
| 185회 | 3월 29일  | 6년째 엄마와 떨어져 외할머니와 사는 6세 딸           |      |
| 186회 | 4월 5일   | 불을 끄고 사는 엄마와 위기의 형제 (1부)              |      |
| 187회 | 4월 12일  | 불을 끄고 사는 엄마와 위기의 형제 (2부)              |      |
| 188회 | 4월 19일  | 엄마 말을 따라야 사는 위기의 13세 영재 아들          |      |
| 189회 | 4월 26일  | 57세 아빠의 머리 꼭대기에 앉은 초4 아들 (1부)        |      |
| 190회 | 5월 3일   | 57세 아빠의 머리 꼭대기에 앉은 초4 아들 (2부)        |      |
| 191회 | 5월 10일  | 할머니가 때린다는 손녀딸, 과연 사실일까? (1부)       |      |
| 192회 | 5월 17일  | 할머니가 때린다는 손녀딸, 과연 사실일까? (2부)       |      |
| 193회 | 5월 24일  | 이혼 후 생떼를 쓰고 엄마의 스킨십을 거부하는 4세 딸  |      |
| 194회 | 5월 31일  | 누나를 챙기던 착한 아들이 욕을 하며 공격성을 보여요! |      |
| 195회 | 6월 7일   | 죽을 고비를 넘긴 예비 초1 아들이 이상해요!           |      |
| 196회 | 6월 14일  | 도벽과 폭력을 멈출 수 없는 초2 아들 (1부)            |      |
| 197회 | 6월 28일  | 도벽과 폭력을 멈출 수 없는 초2 아들 (2부)            |      |
| 198회 | 7월 5일   | 낯가림이 심해 고통을 숨기는 4세 아들                 |      |
| 199회 | 7월 12일  | 쌍둥이 동생을 거부하며 폭력을 쓰는 형                |      |
| 200회 | 7월 19일  | 먹고살기 바쁜 엄마와 오 남매는 전쟁 중!              |      |
| 201회 | 7월 26일  | 아빠가 떠나고 공격성을 보이는 4세 딸                 |      |
| 202회 | 8월 9일   | 3남매 육아 참견 아빠와 감시받고 사는 엄마            |      |
| 203회 | 8월 16일  | 5세 딸과 매일 싸우는 철없는 엄마                     |      |
| 204회 | 8월 23일  | 엄마 뒤에 숨어 사는 예비 중1 아들 (1부)              |      |
| 205회 | 8월 30일  | 엄마 뒤에 숨어 사는 예비 중1 아들 (2부)              |      |
| 206회 | 9월 6일   | 서열을 정해서 공격하는 지능형 초2 아들               |      |
| 207회 | 9월 13일  | 매일 밤 비명을 지르는 딸 (1부)                       |      |
| 208회 | 9월 20일  | 매일 밤 비명을 지르는 딸 (2부)                       |      |
| 209회 | 9월 27일  | 육아에 목숨 건 아빠와 죽음을 말하는 3세 아들         |      |
| 210회 | 10월 4일  | 4세가 되어버린 체조 유망주 초4 딸                    |      |
| 211회 | 10월 11일 | 극강의 생존 훈련 중인 싱글 대디와 강철 남매          |      |
| 212회 | 10월 18일 | 마비 증상 때문에 울면 안 되는 예비 초1 딸            |      |
| 213회 | 10월 25일 | 엄마 재혼 후 쓸모없다 말하며 공격하는 아들 (1부)     |      |
| 214회 | 11월 1일  | 엄마 재혼 후 쓸모없다 말하며 공격하는 아들 (2부)     |      |
| 215회 | 11월 8일  | 시험 공포증 때문에 등교를 거부하는 영재 중1 아들     |      |
| 216회 | 11월 15일 | 엄마와 떨어지면 돌변하는 예비 초1 딸                 |      |
| 217회 | 11월 22일 | 눈물을 흘리며 동생을 공격하는 초5 아들               |      |
| 218회 | 11월 29일 | 욕으로 말을 배운 3세 아들                            |      |
| 219회 | 12월 13일 | 딸 부잣집은 늦둥이 아들과 전쟁 중 (1부)              |      |
| 220회 | 12월 20일 | 딸 부잣집은 늦둥이 아들과 전쟁 중 (2부)              |      |
| 221회 | 12월 27일 | 엄마가 없으면 좋겠다고 말하는 4세 아들               |      |

### 2025년
| 회차  | 방송 일자 | 부제 (서브 타이틀)                                            | 비고                                            |
| ----- | --------- | ------------------------------------------------------------- | ----------------------------------------------- |
| 222회 | 1월 3일   | 극단적 공격성을 보이며 은둔에 들어간 모범생 중1 아들 (1부)    |                                                 |
| 223회 | 1월 10일  | 극단적 공격성을 보이며 은둔에 들어간 모범생 중1 아들 (2부)    |                                                 |
| 224회 | 1월 17일  | 매일 밤 배가 터질 듯이 부풀어 올라 고통받는 7세 아들          |                                                 |
| 225회 | 2월 7일   | 스스로 못나서 외톨이라 말하는 초4 아들                        |                                                 |
| 226회 | 2월 14일  | 딸 셋 독박 육아로 번아웃에 빠진 엄마                          |                                                 |
| 227회 | 2월 21일  | 옷을 입을 수 없어 이불을 덮고 사는 딸                         |                                                 |
| 228회 | 2월 28일  | 엄마, 아빠의 규칙을 지켜야 사는 3세 딸                        |                                                 |
| 229회 | 3월 7일   | 5개월째 죽을힘을 다해 똥을 참는 4세 아들                      |                                                 |
| 230회 | 3월 14일  | 배우 이상인과 삼형제 육아로 벼랑 끝에 선 엄마 (1부)           |                                                 |
| 231회 | 3월 21일  | 배우 이상인과 삼형제 육아로 벼랑 끝에 선 엄마 (2부)           |                                                 |
| 232회 | 3월 28일  | 배우 이상인과 삼형제 육아로 벼랑 끝에 선 엄마 (3부)           |                                                 |
| 233회 | 4월 11일  | 엄마를 바이러스라 말하며 공격하는 초4 아들 (1부)              |                                                 |
| 234회 | 4월 18일  | 엄마를 바이러스라 말하며 공격하는 초4 아들 (2부)              | 아이가 매우 심각하게 폭력적이어서 경찰이 출동함 |
| 235회 | 4월 25일  | 친구를 공격해 어린이집을 다닐 수 없는 30개월 아들             |                                                 |
| 236회 | 5월 2일   | 서열을 지키며 산다! 무규칙 오 남매 (1부)                      |                                                 |
| 237회 | 5월 9일   | 서열을 지키며 산다! 무규칙 오 남매 (2부)                      |                                                 |
| 238회 | 5월 16일  | 극도의 불안으로 고통받는 아빠와 아들                          |                                                 |
| 239회 | 5월 30일  | 2년 만에 재방문! 물고 뜯는 형제에겐 무슨 일이?!               |                                                 |
| 240회 | 6월 6일   | 할머니를 '엄마'라 부르며 성장을 멈춘 초3 아들                 |                                                 |
| 241회 | 6월 13일  | 엄마에게 극강의 분노를 보이기 시작한 중2 아들의 비밀은? (1부) |                                                 |
| 242회 | 6월 20일  | 엄마에게 극강의 분노를 보이기 시작한 중2 아들의 비밀은? (2부) |                                                 |
| 243회 | 6월 27일  | 타협 불가! 화를 참지 못하는 초1 아들                          |                                                 |
| 244회 | 7월 4일   | 100점 강박으로 고통받은 초1 아들                              |                                                 |
| 245회 | 7월 18일  | 인정받아야 산다! 24시간이 부족한 초1 아들                     |                                                 |
| 246회 | 7월 25일  | 스스로 처벌하며 알 수 없는 말을 하는 딸                       |                                                 |
| 247회 | 8월 1일   | 충동 때문에 사고뭉치가 된 초3 아들, ADHD는 아니래요           |                                                 |
| 248회 | 8월 8일   | 엄마의 존재를 무시하는 늦둥이 초5 아들                        |                                                 |
| 249회 | 8월 22일  | 밤마다 사라지는 부모와 욕쟁이 7남매                           |                                                 |

## 편성 변경 및 결방 사유
- 2022년
  - 2월 11일: '제20대 대통령 선거 2차 대선후보 4자 토론회' 편성.
  - 2월 25일: '제20대 대통령 선거 제2차 토론회' 편성.
  - 6월 24일: 특별판 편성.
  - 12월 23일: 〈금쪽같은 오둥이〉의 성탄 특집 편성.
- 2023년
  - 1월 20일: 〈결혼 말고 동거〉 편성.
  - 8월 11일: 채널A 프라임 다큐 〈금쪽같은 오둥이 다섯이옵서예〉 편성.
  - 9월 29일: 추석연휴 및 2022 항저우 아시안 게임 중계방송.
  - 12월 8일: 특별판 편성.
- 2024년
  - 1월 5일: 채널A 프라임 다큐 〈금쪽같은 오둥이 926일의 기록〉 편성.
  - 6월 21일: 특별판 편성.
  - 8월 2일: 2024년 파리 올림픽 중계방송.
  - 12월 6일: 윤석열 정부 비상계엄 특보.
- 2025년
  - 1월 24일 ~ 1월 31일: 특별판 편성.
  - 4월 4일: 윤석열 대통령 탄핵 심판 특보.
  - 5월 23일: '제21대 대통령 선거 제2차 토론회' 편성.
  - 7월 11일: 특별판 편성.
  - 8월 15일: '광복 80년, 국민주권으로 미래를 세우다' 특보.

## 사회적 영향
이 프로그램을 통해서, 아이들의 문제 행동 이면에 숨겨진 심리적 원인을 이해하도록 돕고, 부모들이 자녀를 보다 깊이 이해하며 전문가의 도움을 받는 문화가 확산되고 있다. 그 결과 육아에 대한 인식이 ‘혼내기’ 중심에서 ‘소통과 공감’ 중심으로 전환되었으며, 아이의 정서 발달과 정신 건강의 중요성이 사회적으로 강조되고 있다.
그러나 일부 부모들은 프로그램 시청 후 과도한 불안과 부담을 느끼기도 하며, 모든 해결책을 일반화하는 데 따른 문제점도 있어 주의가 필요하다.
1. 과거에는 아이가 떼를 쓰거나 공격적인 행동을 할 때 단순히 ‘버릇없다’고 판단하는 경우가 많았으나, 그러한 행동 이면에 불안, 스트레스, 발달상의 문제 등이 존재함이 확인되었다. 이에 부모들은 아이를 혼내기보다는 그 원인을 찾아 이해하려는 태도를 갖게 되었다.
2. 많은 부모가 육아 문제를 스스로 해결하려 하였으나, 전문가 상담이나 심리 치료가 아이와 부모 모두에게 긍정적인 도움을 준다는 사실이 알려졌다. 이로 인해 정신건강 전문가 및 상담가의 역할이 더 친숙해졌으며, 상담을 받는 것에 대한 부끄러움이 줄어들었다.
3. 육아서적, 강의, 부모 교육 프로그램에 대한 관심이 크게 증가하였다. 부모들은 아이 문제 행동에 보다 효과적으로 대응하는 방법을 배우며, 소통과 공감을 중시하는 육아 문화를 형성하는 데 기여하였다.
4. 과거 성적 및 학습 중심 육아에서 벗어나 아이의 정서적 안정과 사회성 발달이 중요하다는 사회적 공감대가 확산되었다. 아이를 독립된 인격체로 존중하고 권위적인 태도 대신 대화와 이해를 바탕으로 하는 육아 방식이 확대되고 있다.
5. 심각한 사례들이 일부 부모로 하여금 ‘우리 아이도 문제가 있는 것은 아닐까’ 하는 불안과 과도한 걱정을 불러일으킬 수 있다. 모든 해결책이 모든 아이에게 적용되는 것은 아니므로, 일률적인 처방보다는 지속적인 관찰과 전문가의 도움을 병행하는 것이 바람직하다.

## 참고 사항
- 본 프로그램은 대중문화예술산업발전법에 따라 근로의 최저연령은 15세 이상 방송 프로그램 제작과 촬영은 예술과 공연 참가를 위해 예외로 인정한다.
- 어린이와 청소년의 인권보호 및 익명성 오남용 방지 차원에서 보호자와 아동에 충분한 설명과 사전 동의 하에 촬영하였다.
- 유일무이하게 전태풍 가족이 등장하는 에피소드의 경우, 폭력적이지 않고 건전하다는 평가를 받았다.
- 2024년 하반기(7월) 방송분부터 폭력성 시비 문제가 많다는 수 많은 네티즌들의 애로 사항을 대폭 반영하여, 시청 등급이 기존 12세 이상 시청가에서 15세 이상 시청가(폭력성 및 모방 위험 우려 등 분류 사유 표시 의무화)로 상향 조정된 바 있다.[9]

## 경쟁 프로그램
- 우리 아이가 달라졌어요 (SBS TV)
- 가장 보통의 가족 (JTBC)

## 같이 보기
- 착한아이 콤플렉스
- 주의력결핍 과다행동장애
- 품행 장애
- 부모화
- 가족
- 외상 후 스트레스 장애